# Jacqueline Voll
Jacqueline Voll (Dordrecht, 18 oktober 1987) is een Nederlandse kunstschaatsster.
Bij de NK Kunstschaatsen van 2004 won ze de bronzen medaille bij de junioren. Op het NK Kunstschaatsen 2007 stond ze voor het eerst op het erepodium bij de senioren, ze werd tweede. Ook op de Nationale kampioenschappen van 2008 en 2009 eindigde ze op het erepodium, beide keren werd ze derde.
Ze is lid van Kunstrijvereniging De Drechtsteden Dordrecht en traint in Zoetermeer onder Astrid Winkelman en Andras Szaraz. Haar choreografie wordt verzorgd door Klara Engi en Anneke Ypelaar.
In juli 2009 heeft ze auditie gedaan voor de ijsshow Holiday on Ice, waarbij ze vanaf november 2009 werkzaam is en daarmee afscheid heeft genomen van de wedstrijdsport. 

## Topscore
| score         | punten | datum      | toernooi                      |
| ------------- | ------ | ---------- | ----------------------------- |
| Totaal        | 97.23  | 21-12-2008 | NK Kunstschaatsen, Heerenveen |
| Originele kür | 37.82  | 20-12-2008 | NK Kunstschaatsen, Heerenveen |
| Vrije kür     | 59.41  | 21-12-2008 | NK Kunstschaatsen, Heerenveen |

## Belangrijke resultaten
| Kampioenschap     | 2002 | 2003 | 2004  | 2005 | 2006 | 2007   | 2008  | 2009  |
| ----------------- | ---- | ---- | ----- | ---- | ---- | ------ | ----- | ----- |
| NK Kunstschaatsen |      |      |       | 5e   |      | Zilver | Brons | Brons |
| NK Junioren       | 7e   | 5e   | Brons |      |      |        |       |       |